# Terremoto de Argel de 2014
El Terremoto de Argel de 2014 fue un sismo ocurrido a las 05:11:16 hora local (04:11:16 UTC) del viernes 1 de agosto de 2014, que alcanzó una magnitud de 5.6 (MW). Según el USGS, el epicentro se localizó a 15 km al Noreste de Argel, Provincia de Argel, en el Norte de Argelia. El sismo se ubicó a una profundidad de 10 km bajo la corteza terrestre. Según el Centro Sismológico Europeo Mediterráneo (EMSC), el epicentro del sismo se localizó en el mar a una profundidad de 10 kilómetros y posteriormente se registraron varias réplicas, la mayor de 4,6 grados. 
El terremoto fue percibido en el Norte y centro del país, e incluso en algunas islas de España según el IGN dejó afectaciones de consideración en la ciudad de Argel y pueblos cercanos, así como daños moderados,derrumbes de hogares y construcciones agrietadas.

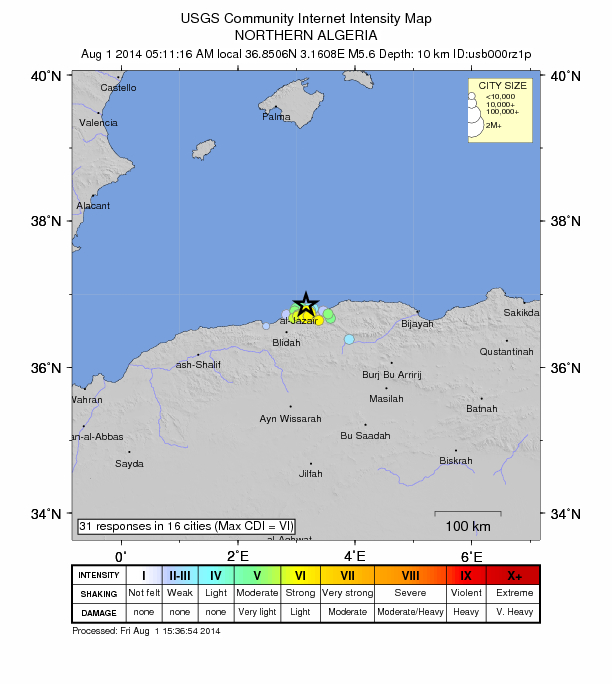
Reporte por parte de personas por sismo en Argelia 2014

## Consecuencias
El sismo no solo dejó daños, sino que provocó la muerte de 6 personas e hirió a unas 420, el ministro argelino de Salud anunció que 2 de los fallecidos perecieron como consecuencia de paros cardíacos, mientras que los otros 4 murieron tras saltar a la calle presas del pánico producido por el fuerte temblor. Mientras, la mayoría de los heridos sufrieron heridas leves, dijo el funcionario.